# Luigi Krall
Luigi Krall (Venezia, 4 novembre 1887 – Venezia, 25 novembre 1949) è stato un generale italiano, veterano della prima guerra mondiale, dove fu decorato con una Medaglia di bronzo e una Croce di guerra al valor militare. Durante il corso della seconda guerra mondiale fu comandante dapprima della 159ª Divisione fanteria "Veneto", e poi trasformata nella 52ª Divisione fanteria "Torino".

## Biografia
Nacque a Venezia il 4 novembre 1887, figlio di Giobatta. Arruolatosi nel Regio Esercito, il 14 settembre 1907 iniziò a frequentare la Regia Accademia Militare di fanteria e Cavalleria di Modena, da cui uscì con il grado di sottotenente assegnato all'arma di fanteria il 4 settembre 1908.
Promosso tenente il 4 settembre 1911, fu assegnato al 71º Reggimento fanteria, Brigata Puglie, di stanza a Venezia. Durante la Grande Guerra inizialmente prestò servizio presso il 116° reggimento ed il comando dell'VIII Corpo d'armata, e una volta promosso maggiore, assunse il comando dapprima del III Battaglione (luglio-agosto 1918) del 91º Reggimento fanteria, e poi del I Battaglione (31 ottobre-4 novembre 1918) del 92º Reggimento fanteria, della Brigata Basilicata. Nel corso del conflitto fu decorato con una Medaglia di bronzo e una Croce di guerra al valor militare.
Divenuto tenente colonnello assunse il comando di un battaglione presso il 90º Reggimento fanteria e, dall'11 settembre 1927, fu trasferito presso il 151º Reggimento fanteria a Trieste. Dal 1 luglio 1933 divenne anche giudice effettivo presso il tribunale militare territoriale di Trieste.
Ufficiale proveniente dallo Stato maggiore, promosso colonnello il 1º gennaio 1935, comandò dapprima il 232º Reggimento fanteria dal 6 febbraio 1935, passando poi al comando il XIII settore di copertura dal 1 luglio 1938.
Divenne generale di brigata dal 1º gennaio 1940, a seconda guerra mondiale già iniziata, e all'atto dell'entrata in guerra del Regno d'Italia, avvenuta il 10 giugno dello stesso anno, gli fu assegnato il comando della Guardia alla frontiera (GAF) del XVIII Corpo d'armata di Bolzano e, dal 1 marzo 1942, della 159ª Divisione fanteria "Veneto", (da occupazione) di nuova costituzione, operante in Istria con compiti di ordine e sicurezza.
Promosso generale di divisione dal 1º gennaio 1943, allo scioglimento, per trasformazione, della Divisione "Veneto", avvenuto il 1º giugno, quello stesso giorno assunse il comando della 159ª Divisione fanteria "Torino", allora in fase di ricostituzione dopo l'esito negativo della campagna di Russia, cedendo il comando della divisione al generale Bruno Malaguti il 15 agosto. Quello stesso giorno fu aggregato in servizio presso il comando del XXIV Corpo d'armata.
Dopo l'armistizio dell'8 settembre aderì alla Repubblica Sociale Italiana, ma fu posto in posizioni riserva con decisione approvata durante la riunione del Consiglio dei Ministri della RSI del 31 agosto 1944.  Alla fine del conflitto fu sottoposto a procedimento di epurazione e destituito del grado.
Morì a Venezia nel 1949.

### Annotazioni
1. ↑  Allora al comando del maggiore generale Cesare Marangoni.

### Fonti
1. 1 2 3 4 5  Generals.
2. ↑   Bollettino ufficiale delle nomine, promozioni e destinazioni negli ufficiali e sottufficiali del R. esercito italiano e nel personale dell'amministrazione militare, 1911,  p. 767. URL consultato il 3 ottobre 2019.
3. ↑   Bollettino ufficiale delle nomine, promozioni e destinazioni negli ufficiali e sottufficiali del R. esercito italiano e nel personale dell'amministrazione militare, 1913,  p. 537. URL consultato il 3 ottobre 2019.
4. ↑   Bollettino ufficiale delle nomine, promozioni e destinazioni negli ufficiali e sottufficiali del R. esercito italiano e nel personale dell'amministrazione militare, 1917,  p. 6761. URL consultato il 3 ottobre 2019.
5. ↑   Bollettino ufficiale delle nomine, promozioni e destinazioni negli ufficiali e sottufficiali del R. esercito italiano e nel personale dell'amministrazione militare, 1927,  p. 3104. URL consultato il 3 ottobre 2019.
6. ↑   Bollettino ufficiale delle nomine, promozioni e destinazioni negli ufficiali e sottufficiali del R. esercito italiano e nel personale dell'amministrazione militare, 1933,  p. 2322. URL consultato il 3 ottobre 2019.
7. ↑   Bollettino ufficiale delle nomine, promozioni e destinazioni negli ufficiali e sottufficiali del R. esercito italiano e nel personale dell'amministrazione militare, 1937,  p. 1402. URL consultato il 3 ottobre 2019.
8. ↑  RSI, Forze Armate, fasc. 63, 64, 65.
9. ↑   Bollettino ufficiale delle nomine, promozioni e destinazioni negli ufficiali e sottufficiali del R. esercito italiano e nel personale dell'amministrazione militare, 1918,  p. 1849. URL consultato il 3 ottobre 2019.
10. ↑  Gazzetta Ufficiale del Regno d'Italia n.86 del 13 aprile 1937, pag.1349.
11. ↑  Supplemento Ordinario alla Gazzetta Ufficiale del Regno d'Italia n.132 del 11 giugno 1938, pag.16.
12. ↑   Bollettino ufficiale delle nomine, promozioni e destinazioni negli ufficiali e sottufficiali del R. esercito italiano e nel personale dell'amministrazione militare, 1943,  p. 3599. URL consultato il 3 ottobre 2019.